# Thierry Labrosse
Pour les articles homonymes, voir Labrosse (homonymie).
Thierry Labrosse est un auteur de bande dessinée, illustrateur et animateur québécois né le 2 mars 1961 à Montréal. Il devient connu en dessinant la série de science-fiction Moréa.

## Biographie
Né à Montréal, Thierry Labrosse fait des études générales puis il commence sa carrière à l'âge de 19 ans par des travaux publicitaires avant de se tourner vers l'animation ; il fait aussi du storyboard pour la télévision et le cinéma. Il devient illustrateur professionnel à l'âge de 26 ans ; en parallèle, il s'adonne à la peinture. En matière de bande dessinée, il est autodidacte. Il se déclare influencé par le cinéma de science-fiction des années 1970.
En 1992, les éditions Soleil le contactent pour un projet de science-fiction avec Scotch Arleston. En 1996 paraît son premier album de bande dessinée : Bug hunters, qu'il dessine sur un scénario d'Arleston et Claude Ecken mais le récit est accueilli froidement,,. 
Labrosse reprend la collaboration avec Scotch Arleston, ainsi que Dominique Latil, pour le « thriller de science-fiction » Moréa en signant le dessin des cinq premiers volumes à partir de 2000. D'après Charles-Louis Detournay, il s'agit d'un « récit d’anticipation particulièrement enlevé ». Les planches paraissent dans Lanfeust Mag. Situation peu courante à l'époque, Thierry Labrosse travaille avec un éditeur européen et un scénariste célèbre en Europe. L'accueil public est favorable,. Le premier volume reçoit en 2000 le prix Bédélys découverte et, en 2001, le prix Bédéis causa de l'album québécois ainsi que le prix Bulles en fureur dans la catégorie ados. En 2003, Labrosse est président d'honneur du Festival international de la bande dessinée francophone de Québec. En 2005, les ventes cumulées des trois premiers tomes de Moréa représentent 20 000 exemplaires.
En 2010, c'est en auteur complet qu'il publie le premier tome d'Ab Irato, série de science-fiction ayant pour cadre Montréal en 2111 et qui connaît trois volumes jusqu'en 2015,.
En 2016, les travaux de Thierry Labrosse figurent dans l'exposition L'art de la bande dessinée québécoise, organisée par François Bourdages au Musée québécois de culture populaire de Trois-Rivières.

## Œuvres
- Bug hunters (dessin et couleurs), scénario de Scotch Arleston et Claude Ecken, Soleil Productions, 1996  (ISBN 2-87764-405-7)
- Moréa (dessin), scénario de Scotch Arleston et Dominique Latil, Soleil Productions ; cinq volumes, 2000 - 2007
- Ab Irato (scénario, dessin et couleurs), Vents d'Ouest

1. Riel[18], 2010  (ISBN 978-2-7493-0543-1)
2. Descente aux enfers[19], 2012  (ISBN 978-2-7493-0632-2)
3. L'Enfant prodige[20], 2015  (ISBN 978-2-7493-0755-8)

- Dead Charlie, autoédition

1. BIG sur Youtube, 2016  (ISBN 978-2-9814791-2-9)
2. Les Amazones de Vénus, 2017  (ISBN 978-2-9814791-3-6)

## Prix
- 2000 : prix Bédélys découverte pour Moréa : le sang des anges[11] ;
- 2001 : 
  - prix Bédéis causa de l'album québécois pour Moréa : le sang des anges[12] ;
  - Bulles en fureur catégorie ados, avec Arleston, pour Moréa : le sang des anges[13].